# Iveco CityClass

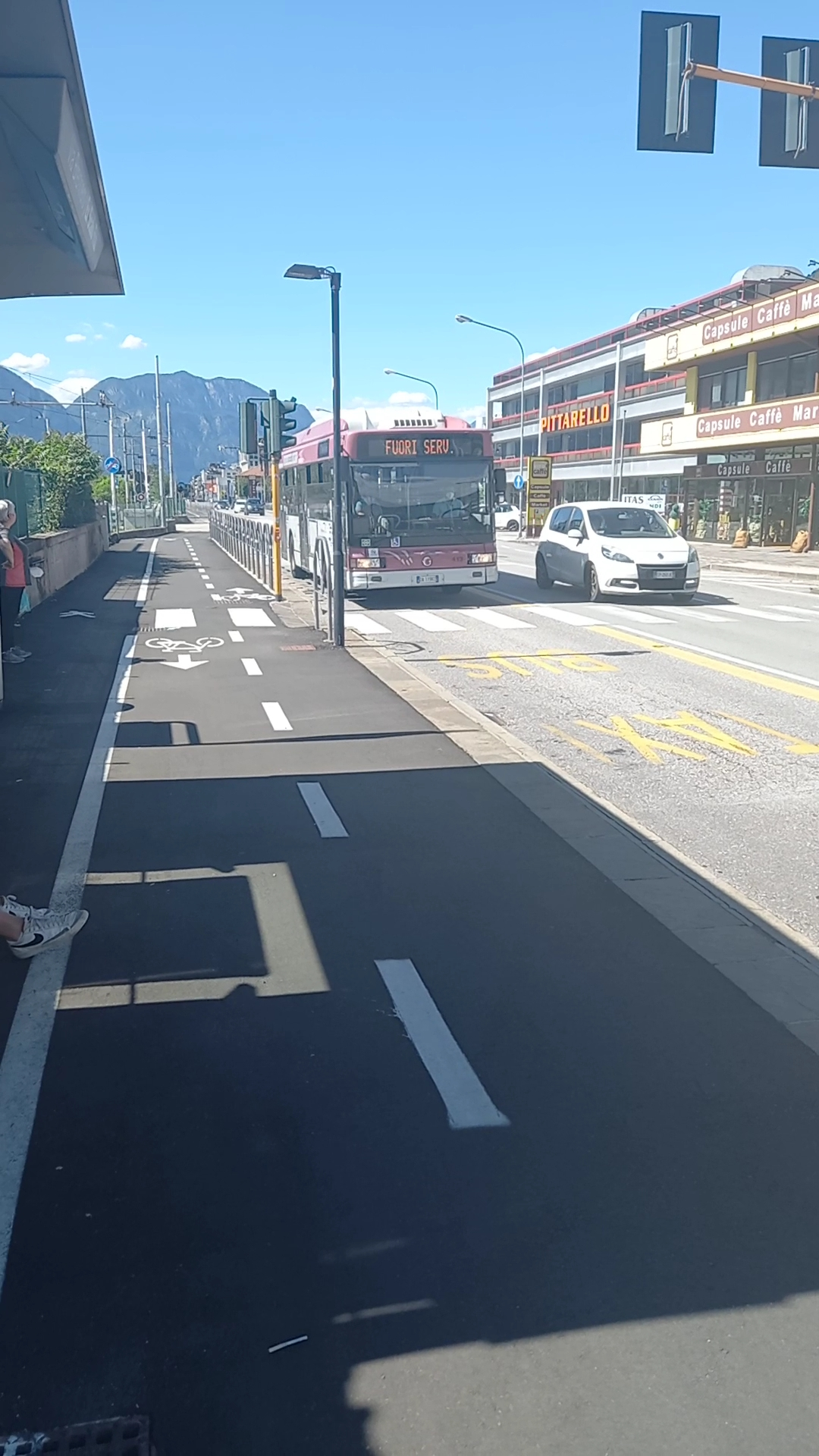
Un Irisbus CityClass di Trentino Trasporti in via Brennero a Trento.

L'Iveco 491E/591E CityClass, dal 1999 Irisbus 491E/591E CityClass, è un modello di autobus ed autosnodato a pianale ribassato prodotto dal 1996 al 2008 prima da Iveco e poi da Irisbus.
La produzione è avvenuta principalmente nello stabilimento Iveco-Irisbus di valle dell'Ufita a Flumeri, in Italia. Il mezzo si è ampiamente diffuso nella penisola italiana sebbene alcuni esemplari siano stati venduti anche in Corea del Sud, Grecia, Spagna e Svizzera.

## Storia

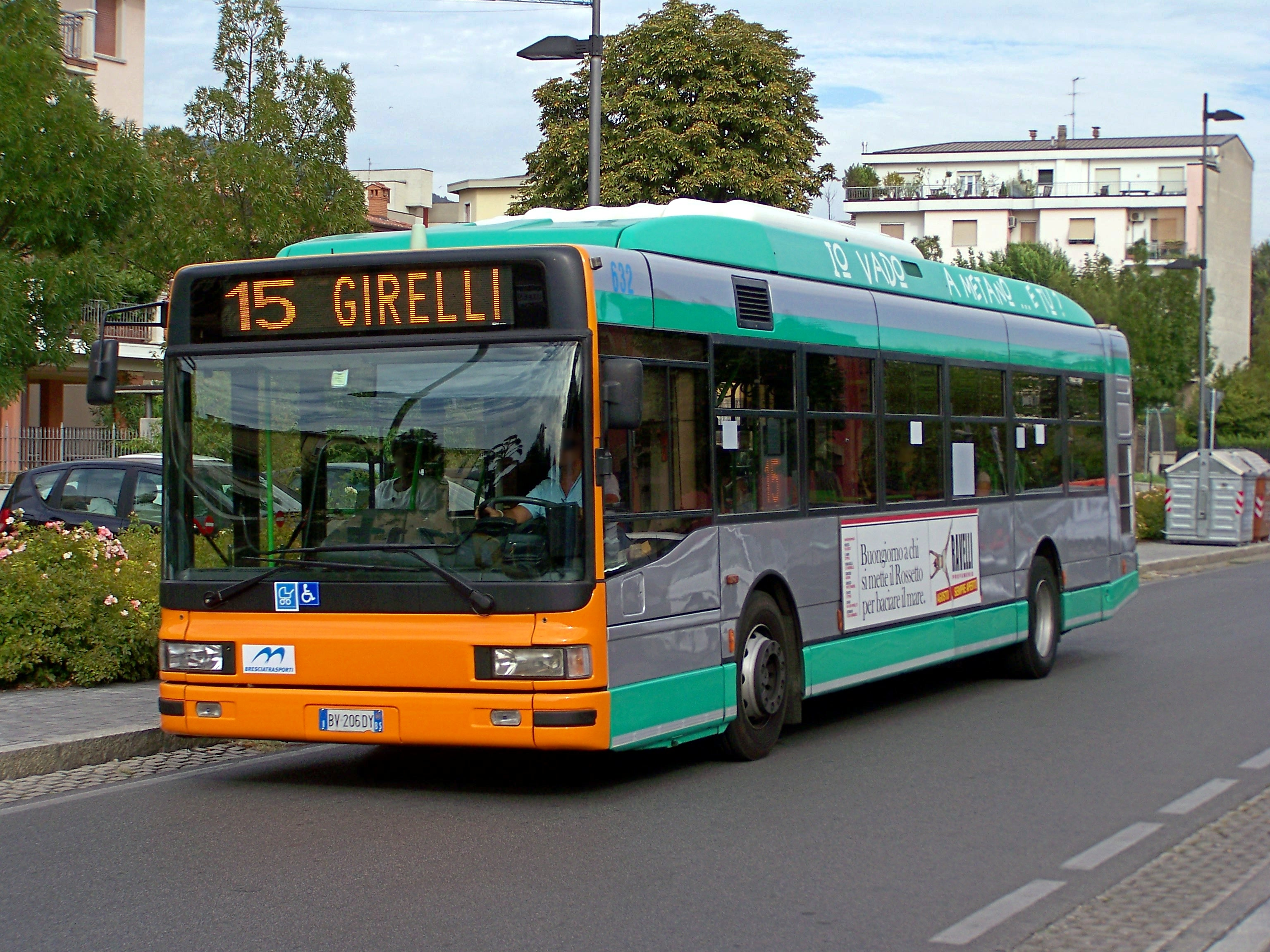
Un Iveco CityClass di Brescia Trasporti alimentato a gas naturale compresso.

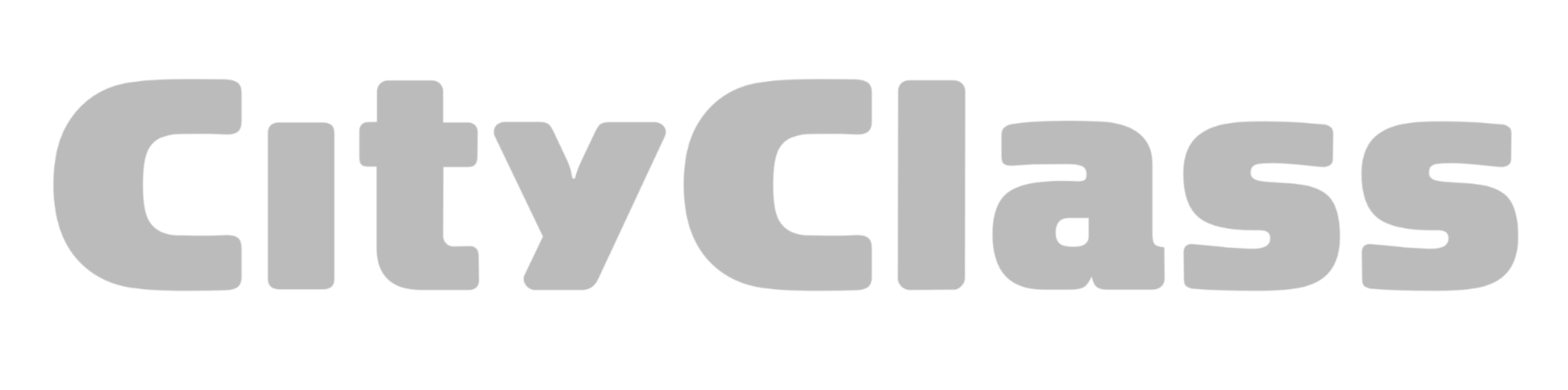
Logo

Il progetto del CityClass fu realizzato negli anni '90 dal designer italiano Giorgetto Giugiaro e fu presentato al pubblico nel 1996 per sostituire l'Iveco Turbocity e Turbocity R.
Nel 2001 ALTRA, in collaborazione con Ansaldo Ricerche, Sapio, International Fuel Cells, Exide, T_V e Centro Ricerche Fiat e col patrocinio del Ministero dell'ambiente italiano oltre che della Regione Piemonte, sviluppò una versione con trazione elettrica alimentata a idrogeno immessa in servizio a Torino per conto di GTT ed utilizzata anche in occasione delle Olimpiadi invernali del 2006. Si è trattato del primo autobus italiano a idrogeno.

### Sotto il marchio Iveco(1997 - 1999)
L'Iveco 491 CityClass è stato prodotto e commercializzato tra il 1996 e il 2000.

### Sotto il marchio Irisbus(2000 - 2008)
Alla fine del 1999, il logo Iveco sulla griglia del CityClass fu sostituito dal delfino Irisbus, che rimase presente in Europa fino al 2008.

## Tecnica
Costruito interamente a pianale ribassato (ad eccezione della versione 591E che presentava il gradino sulla porta posteriore), il CityClass fu equipaggiato inizialmente con un motore FIAT 8360.46, erogante 220 CV e montato in posizione trasversale posteriore, poi sostituito dal FIAT 8360.46B, erogante 270 CV nelle versioni del mezzo più corte e 350 CV nella versione snodata. Ha montato vari tipologie di cambio sia Voith che ZF a discrezione dell'acquirente. 
Con l'entrata in vigore degli standard Euro 3 nel 2001, il motore FIAT fu sostituito dall'Iveco Cursor 8, con una cilindrata di 7790 cm³, erogante 290 CV nelle versioni da 10,5 e 12 metri e 350 CV nella versione da 18 metri. Negli anni successivi il motore Cursor è stato adattato agli standard Euro 4 ed Euro 5. 
Mentre i suoi predecessori, Turbocity e U-Effeuno, erano progettati principalmente per l'efficienza, la CityClass introdusse un livello di comfort e sicurezza più elevato. Tra le nuove dotazioni figuravano ABS e ASR, caratteristiche che la fecero apparire, a molti in concessionaria, come una Fiat chiaramente riprogettata per l'epoca. 

## Versioni

### CityClass 10
- Allestimento: urbano o suburbano
- Lunghezza: 10,5 m
- Porte: 2, 3 o 4 (nella versione 491.12.22)
- Alimentazione: gasolio, metano (GNC)

### CityClass 12
- Allestimento: urbano o suburbano
- Lunghezza: 12 m
- Porte: 2, 3.
- Alimentazione: gasolio, metano (GNC), idrogeno

### CityClass 18
- Allestimento: urbano o suburbano, articolato
- Lunghezza: 18 m
- Porte: 3 o 4
- Alimentazione: gasolio, metano (GNC)

## Diffusione

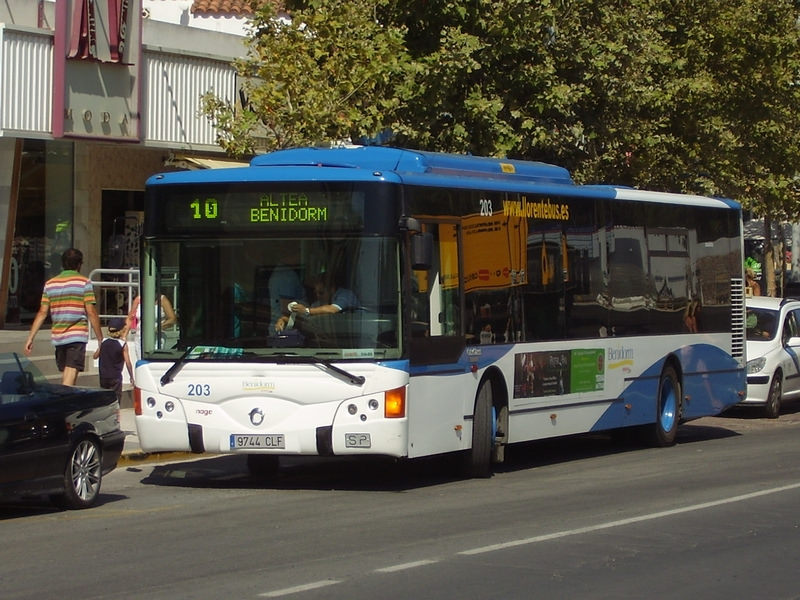
Irisbus CityClass di Llorente Bus costruito da Noge a Benidorm.

Il modello CityClass, con oltre 7.000 unità prodotte in Italia, è l'autobus urbano più diffuso in Europa. Oltre alle principali città italiane come Milano, Roma, Genova e Torino, dove la sua distribuzione è pressoché monopolistica, è in servizio su tutti i servizi di trasporto pubblico (e privato) in Italia. 
Le commesse maggiori sono state fatte rispettivamente dalle aziende di trasporto pubblico ATAC (Roma) ed ATM (Milano), che nel corso degli anni ne hanno acquistate rispettivamente oltre 1 350 e circa 1 000 (di cui alcuni esemplari ex TPM).
Altri discreti quantitativi sono stati acquistati da: Actv, AMAT Palermo, AMTS Catania, AST Sicilia,ATAF, ATC (Bologna), AMT (Genova), AMTAB (Bari), ATC (La Spezia), ATL, Brescia Trasporti, Conerobus, CTT Nord, GTT, Trentino Trasporti, Trieste Trasporti, APAM e KYMA Mobilità (Taranto).
Dal telaio del CityClass i carrozzieri spagnoli Castrosua e Noge hanno ricavato alcuni modelli, tra cui il Versus (e, precedentemente, CS40 City II) e il Cittour, commercializzati in Spagna per un totale di 3 000 esemplari.
Diversi CityClass circolano inoltre a Lucerna (Svizzera), Salonicco (Grecia) e Seul (Corea del Sud). Il CityClass ha trovato ampia diffusione anche in Spagna. Nella maggior parte delle città spagnole, il CityClass, costruito dalle aziende spagnole Castrosua, Hispano Carrocera e Noge, è la flotta di trasporto urbano più utilizzata.
Il 23 giugno 2025 si è tenuto l'evento "Last Class Bus", organizzato da Odissea Quotidiana in collaborazione con ATAC di Roma, per salutare gli autobus Irisbus Iveco CityClass Cursor CNG, i primi autobus alimentati a gas naturale entrati in servizio nella Capitale tra il 2006 e il 2008.
Con l'avanzamento dell'età per questa tipologia di mezzo, diverse aziende e/o associazioni si sono messe in campo per preservare gli esemplari più significativi di questo gruppo; nel 2021 ATAC ha infatti preservato 2 CityClass Cursor da 12 metri a gasolio, inserendoli nel parco storico aziendale. L'associazione Storicbus invece, ha salvato ben 4 esemplari, ovvero le matricole 598 (491E.10) e 586 (591E.12) di ATC, la matricola 8691 (491E.12) di AMT (ex4308 ATM) e sempre di AMT la matricola 8657 (491E.12 4p Cursor).